# Rabud
Rabud, en arabe : رابود,  est un village du gouvernorat de Hébron en Palestine, situé à 7 km à l'ouest de Hébron, au sud-ouest de la Cisjordanie.
Selon le recensement du bureau central palestinien des statistiques, la localité compte une population de 2 816 habitants en 2017.